# Universitatea din Erfurt

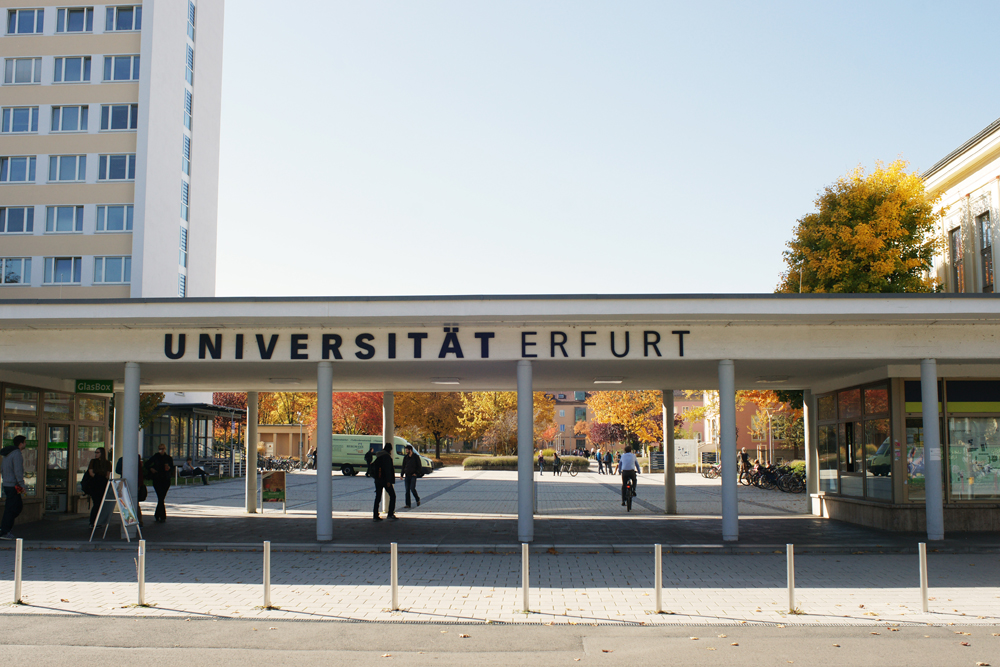
Poarta de intrare în spațiul Universității din Erfurt

Universitatea din Erfurt (în germană Universität Erfurt) este o universitate publică situată în Erfurt, capitala landului german Turingia. Ea a fost fondată în 1379 și închisă în 1816, apoi reînființată în 1994, la trei ani de la Reunificarea Germaniei. Prin urmare, ea susține că ar fi atât cea mai veche, cât și cea mai nouă universitate din Germania. Instituția se identifică ca o universitate reformatoare deoarece absolventul său cel mai faimos a fost Martin Luther, inițiatorul Reformei Protestante, care a studiat acolo din 1501 până în 1505. Astăzi, este un centru focalizat pe multidisciplinaritate, internaționalitate și mentorat. 
Universitatea include Centrul Max Weber de studii sociale și culturale, Centrul Gotha de Cercetări Culturale și Sociale și Școala de Politici Publice Willy Brandt.
Bibliotecă de Cercetare Gotha, care conține una dintre cele mai mari colecții de manuscrise de la începutul epocii moderne din Germania, este parte a universității. Biblioteca Universității păstrează, de asemenea, Bibliotheca Amploniana, o colecție de aproape 1000 de manuscrise medievale colectate de savantul Amplonius Rating de Berca (c.1363-1435), care a fost rector al universității.

## Istoric

### 1379-1816
Universitatea din Erfurt a fost fondată în 1379 în Sfântul Imperiu Roman, pe teritoriul actualului stat modern Germania. Când orașul Erfurt a devenit parte a Prusiei în 1816, guvernul a închis universitatea după mai mult de 400 de ani de funcționare.

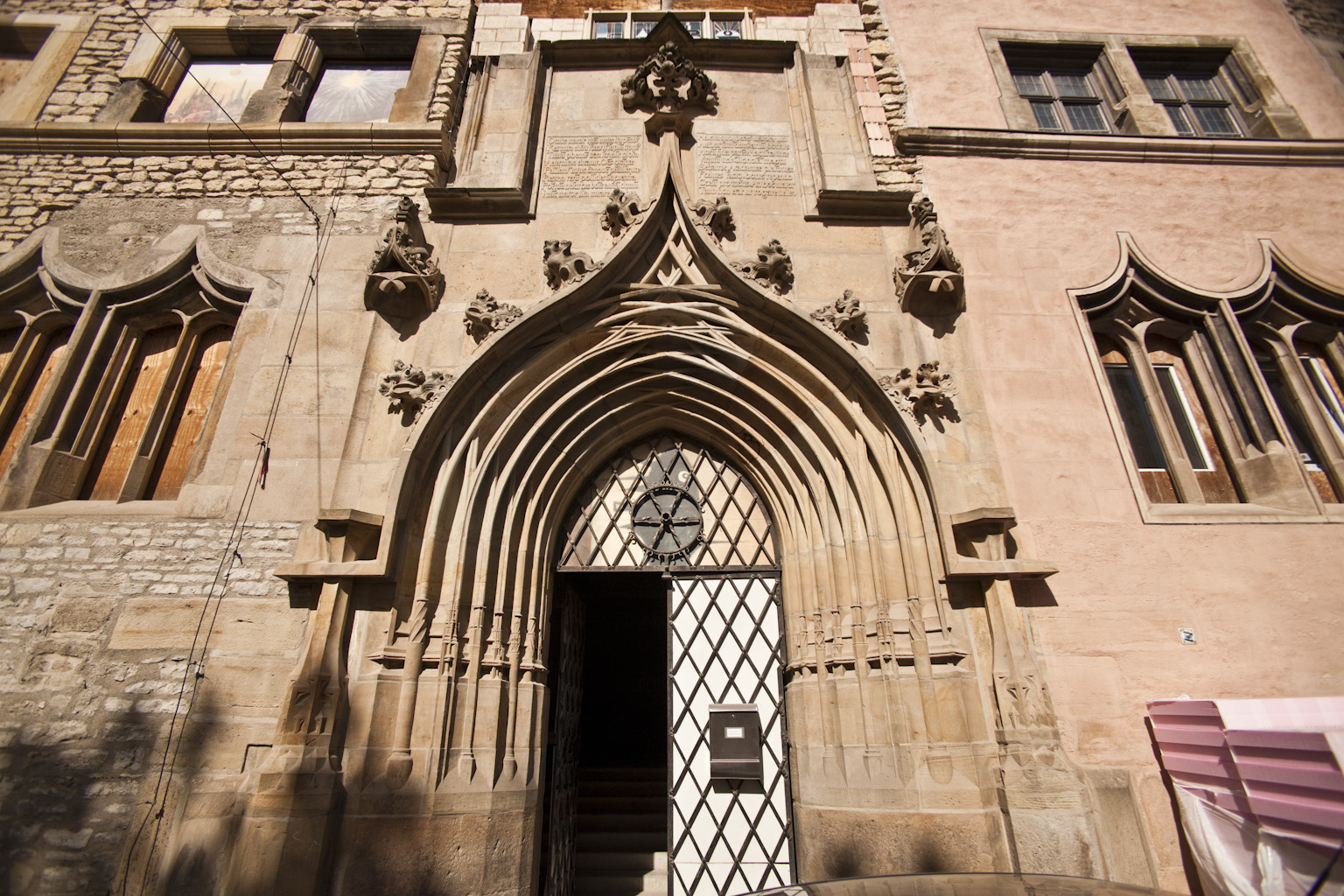
Collegium Maius

### 1994–prezent
Orașul Erfurt a fost inclus în Republica Democrată Germană (Germania de Est) din 1949 până în 1990. În decembrie 1993, guvernul landului Turingia, Landtagul statului Turingia, a votat reînființarea universității. Universitatea a fost reînființată la 1 ianuarie 1994. Cursurile au început în semestrul de iarnă al anului universitar 1999/2000. La scurt timp după aceea, rectorul care s-a ocupat de reînființarea universității, Peter Glotz, un politician din Partidul Social Democrat, a părăsit universitatea. Poziția de rector a fost preluată de Wolfgang Bergsdorf.

## Facultăți și instituții
Universitatea din Erfurt are cinci facultăți și trei institute academice:
- Facultatea de Educație
- Facultatea de Teologie Catolică
- Facultatea de Arte/Filosofie
- Facultatea de Administrație (Drept, Economie și Științe Sociale), singura de acest tip din Germania
- Centrul Max Weber de Studii Sociale și Culturale Avansate

Institutele universitare sunt:
- Școala de Educație din Erfurt
- Centrul Gotha de cercetări sociale și culturale
- Școala de Politici Publice Willy Brandt, fosta Școală de Politici Publice din Erfurt (ESPP), care este finanțată parțial prin taxele de școlarizare.

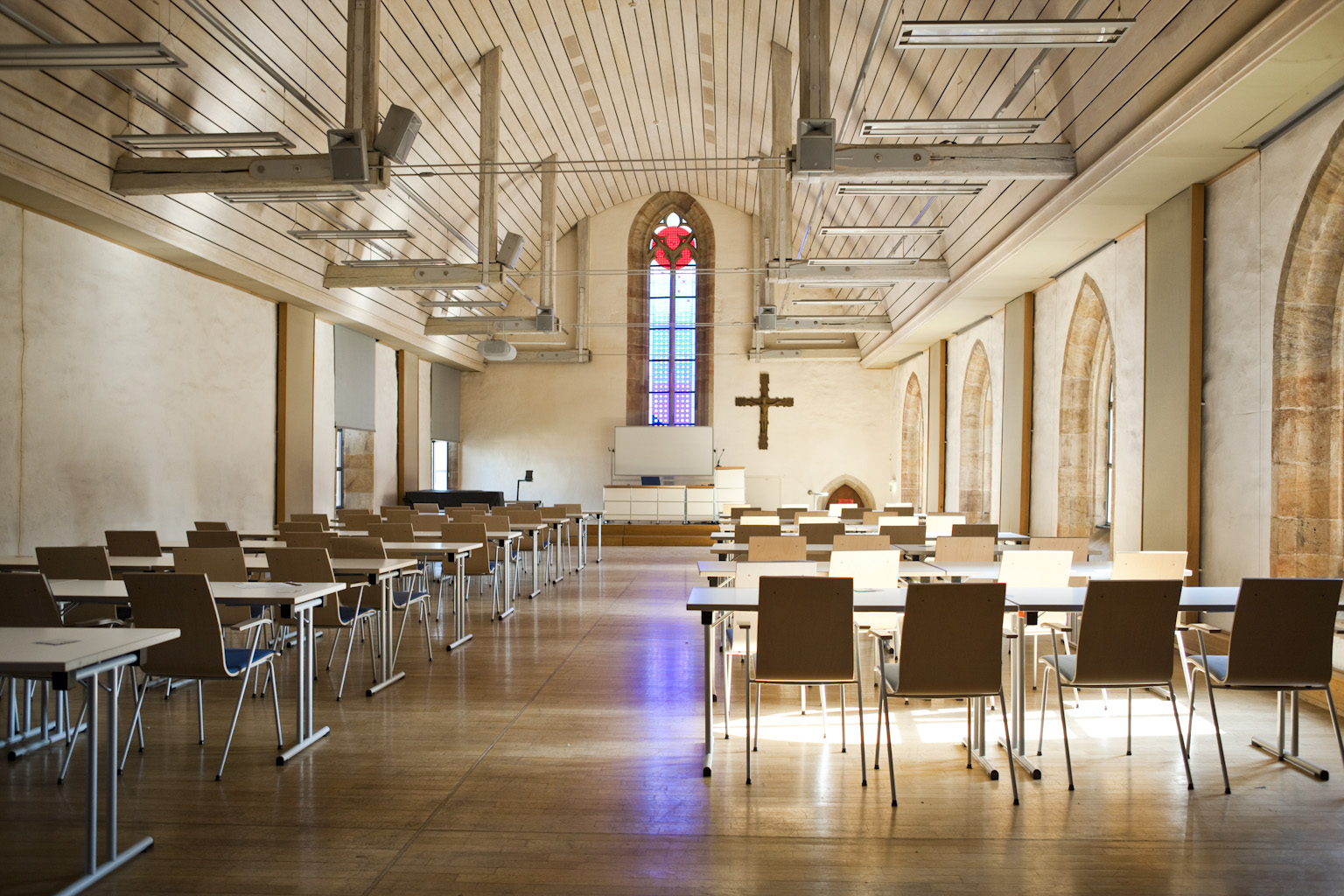
Facultatea de Teologie Catolică

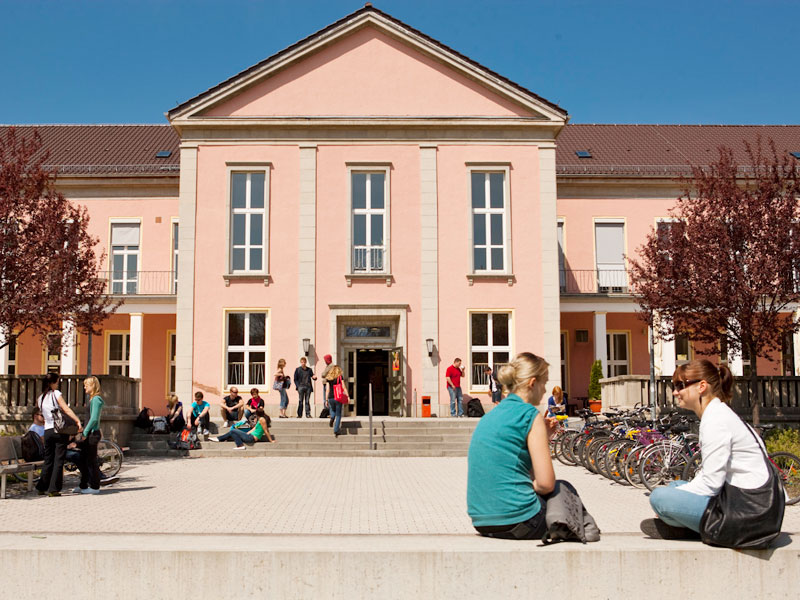
Oficiul de Înmatriculare (departamentul „Studium und Lehre”)

## Personalități

### Prima universitate (1392-1816)
- Martin Luther, teolog
- Ulrich von Hutten, poet și rerformator religios adept al luteranismului
- Johannes Gutenberg, tipograf (prezență contestată)
- Christoph Martin Wieland, poet
- Konrad von Megenberg, istoric[6]
- Johannes de Indagine⁠(en)[traduceți], călugăr cartusian, teolog

### Universitatea reînființată (din 1996)
- Jörg Rüpke, clasicist și istoric al religiilor
- Alexander Ebner, politolog
- Andreas Mausewein, politician
- Alf Lüdtke, istoric
- Peter Glotz, politician și specialistă în științe sociale
- Kai Brodersen, istoric specialist în epoca antică
- Martin Mulsow, istoric
- Wolfgang Schluchter, sociolog
- Hans Joas, sociolog
- Florian Hoffmann, filozof politic
- Max Otte, economist
- Jakob von Weizsäcker, politician și economist